# Marie-Annick Nicolas
Marie-Annick Nicolas est une violoniste française, née le 2 janvier 1956.

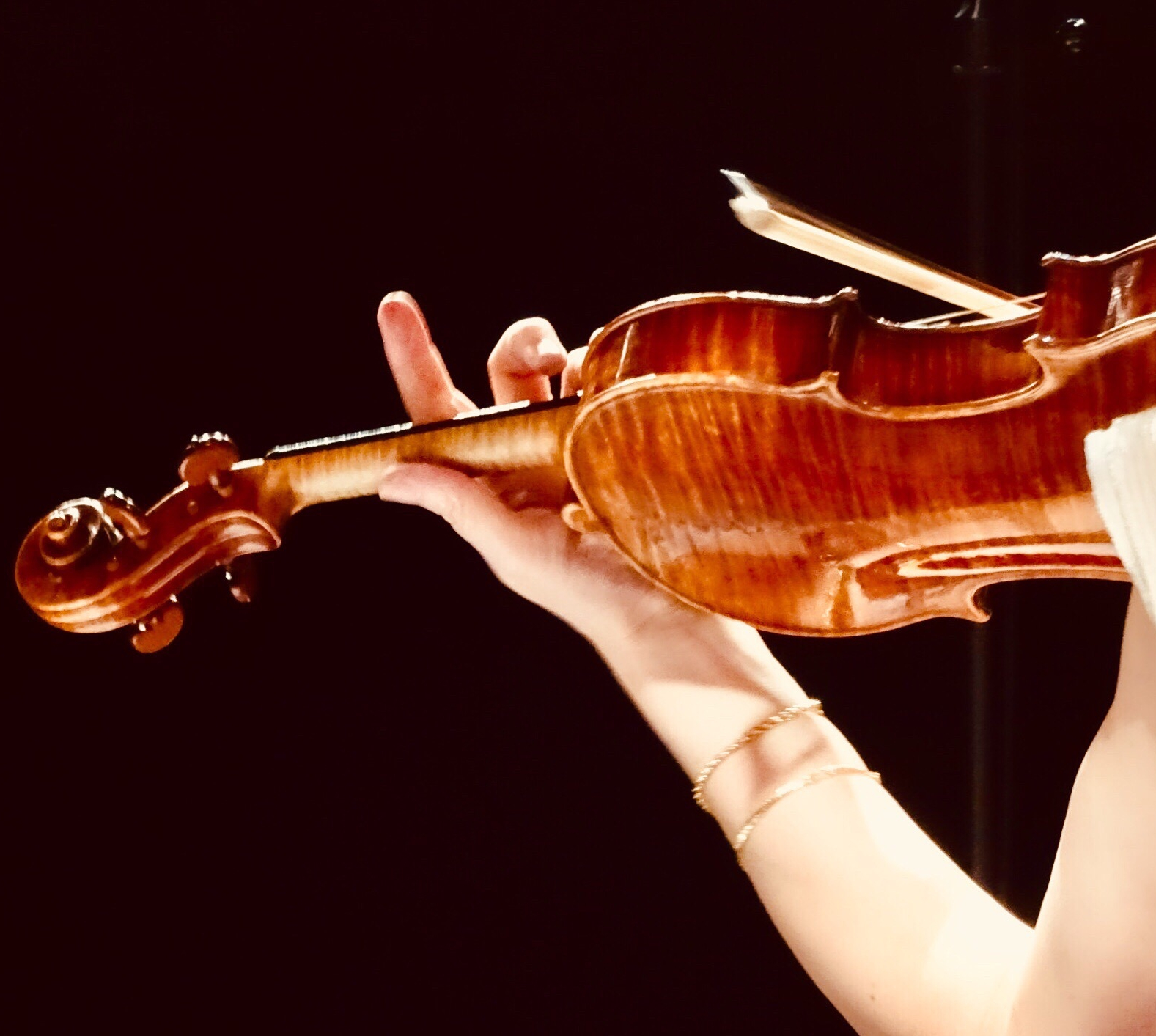
Précision du jeu de Marie-Annick Nicolas en concert

## Biographie
Son parcours commence lorsqu'elle obtient le 1er prix au CNSM de Paris, à l'âge de 13 ans.
Elle devient alors, entre 17 et 23 ans, l'une des plus jeunes lauréates des concours internationaux.
Elle se fait remarquer très tôt par David Oistrakh. Sur ses conseils, elle part étudier entre 1975 et 1976 au conservatoire Tchaïkovsky de Moscou dans la classe de Boris Bielinki. Elle part ensuite pour les États-Unis, invitée par Franco Gulli à la School of Bloomington de l'université de l'Indiana.
Entre 1980 et 1986, elle occupe le poste de super-soliste de l'orchestre de Radio France. De 1993 à sa retraite en 2018, elle enseigne au conservatoire de Genève.
Elle joue un Andrea Guarnerius-Crémone de 1647.

## Récompenses et distinctions
- Grand Prix Long-Thibault (1973)
- Prix Szeryng (1973)
- Grand Prix Tchaïkovsky (1974)
- Prix Reine Elisabeth de Belgique (1976)
- Prix International de Montréal (1979)
- Chevalier de l'Ordre National de la Légion d'honneur (2013)
- L'astéroïde (158222) Manicolas nommé en son honneur

## Discographie
- Gabriel Fauré, César Franck – Sonates (1991)
- Aubert Lemeland, les 3 concertos pour violon et orchestre à corde (1993)
- Bach, concertos pour violon (1993)
- Brahms, sonates pour violon et piano (1993)
- Le violon romantique (1994)
- CRAS (1996)
- Couleur tempo (2000)
- J.S. Bach, sonates et partitas (2000)
- Virtuose (2002)